# Nifon (Rumunia)
Nifon – wieś w Rumunii, w okręgu Tulcza, w gminie Hamcearca. W 2011 roku liczyła 663 mieszkańców.